# بلدية بوكينانيانا
بلدية بوكينانيانا هي إحدى بلديات مقاطعة سيبيتوكي في شمال غرب بوروندي. تقع العاصمة في بوكينانيانا.